# Air Namibia
Air Namibia — колишня національна авіакомпанія Намібії зі штаб-квартирою в місті Віндгук, що здійснювала регулярні пасажирські та вантажні перевезення по аеропортам всередині країни і за її межами. Повністю належить уряду країни.
11 лютого 2021 року уряд Намібії оголосив про ліквідацію Air Namibia через заборгованість та фінансову залежності від держави. На момент закриття авіакомпанія експлуатувала дев'ять літаків і у компанії працювало приблизно 600 працівників.
Портом приписки авіакомпанії і її головним транзитним вузлом (хабом) на міжнародних напрямках є міжнародний аеропорт імені Хосея Кутакі у Віндгуку, як вузловий для внутрішніх маршрутів використовується аеропорт Віндгук Ірос.
Air Namibia є членом Міжнародної асоціації повітряного транспорту та Асоціації африканських авіакомпаній.

## Історія
Свою історію Air Namibia веде від авіакомпанії «South West Air Transport», яка була утворена в 1946 році і почала операційну діяльність двома роками пізніше. 26 березня 1959 року компанія об'єдналася з іншим авіаперевізником Oryx Aviation, сформувавши укрупнену авіакомпанію «South West Airways» (афр. Suidwes Lugdiens). У 1960 році нова компанія стала повноправним членом Міжнародної асоціації повітряного транспорту
У 1963 році була створена авіакомпанія Namibair, що займалася чартерними пасажирськими та вантажними перевезеннями, яка вже в 1966 році стала дочірнім підприємством авіакомпанії «Suidwes Lugdiens». У 1969 році 50 % власності перевізника перейшли до Safmarine, згодом ця частка була збільшена до 85 %. У 1978 році обидві компанії об'єдналися в одну, узявши як офіційну назву Namib Air.
У 1982 році основним власником авіакомпанії стало уряд Південно-Західної Африки. В 1986 році була сформована «Національна транспортна корпорація Південно-Західної Африки», після чого всі комерційні авіаперевезення були передані в Namib Air. У 1987 році авіакомпанія отримала статус національного авіаперевізника країни.
6 серпня 1989 року Namib Air взяла в лізинг у авіакомпанії South African Airways Boeing 737—200 і поставила його на обслуговування регулярних маршрутів між Віндгуком, Йоганнесбургом і Кейптауном, тим самим відкривши у своїй історії епоху реактивних перевезень.
У жовтні 1991 року після здобуття країною незалежного статусу авіакомпанія змінила офіційну назву на Air Namibia і провела повний ребрендинг власних структур. На початку 1990-х років були введені нові далекомагістральні маршрути в Європу: з 1991 року двічі на тиждень рейс виконувався Віндгук-Франкфурт і з 1992 року — рейс Віндгук-Лондон.
У 1998 році авіакомпанія отримала від уряду Намібії дотацію в розмірі 3,7 мільйона доларів США на покриття касового розриву і поточних збитків, а через короткий час управління авіаперевізником було передано державної холдингової компанії TransNamib.
У 2000 році Air Namibia стала членом Асоціації африканських авіакомпаній (AFRAA).

## Маршрутна мережа
У травні 2012 року маршрутна мережа регулярних перевезень авіакомпанії Air Namibia включала в себе 16 пунктів призначення в семи країнах Африки і Європи, сім з яких перебували всередині країни.
15 травня 2012 року Air Namibia ввела два нових регулярних маршруту в Габороне і Онджіву, а також відновила раніше відмінений рейс в Хараре.

## Флот

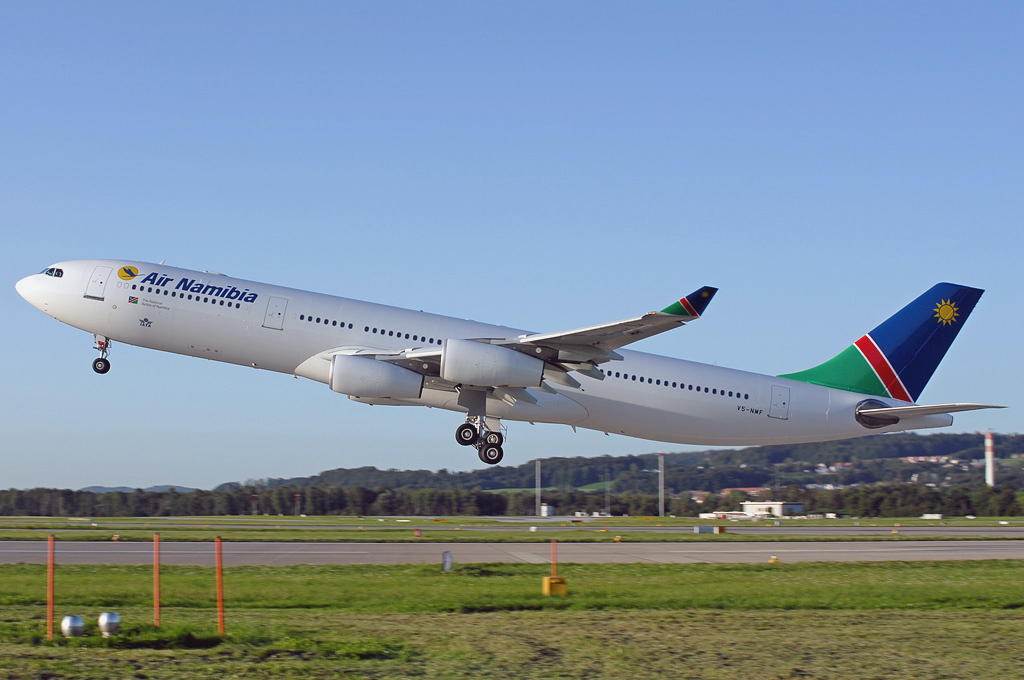
Airbus A340-300 авіакомпанії Air Namibia в аеропорту Цюріха, 2006 рік

Перший з трьох орендованих у авіакомпанії Régional Compagnie Aérienne Européenne літаків Embraer ERJ 135 вступив у Air Namibia в лютому 2011 року в рамках заміни парку лайнерів Beechcraft 1900D. Рівно рік по тому авіакомпанія розмістила замовлення на два літака Airbus A319, сума попереднього замовлення при цьому склав 90 мільйонів доларів США.
У травні 2017 року середній вік повітряних суден авіакомпанії Air Namibia становив 10,3 року.

### Раніше експлуатувалися літаки

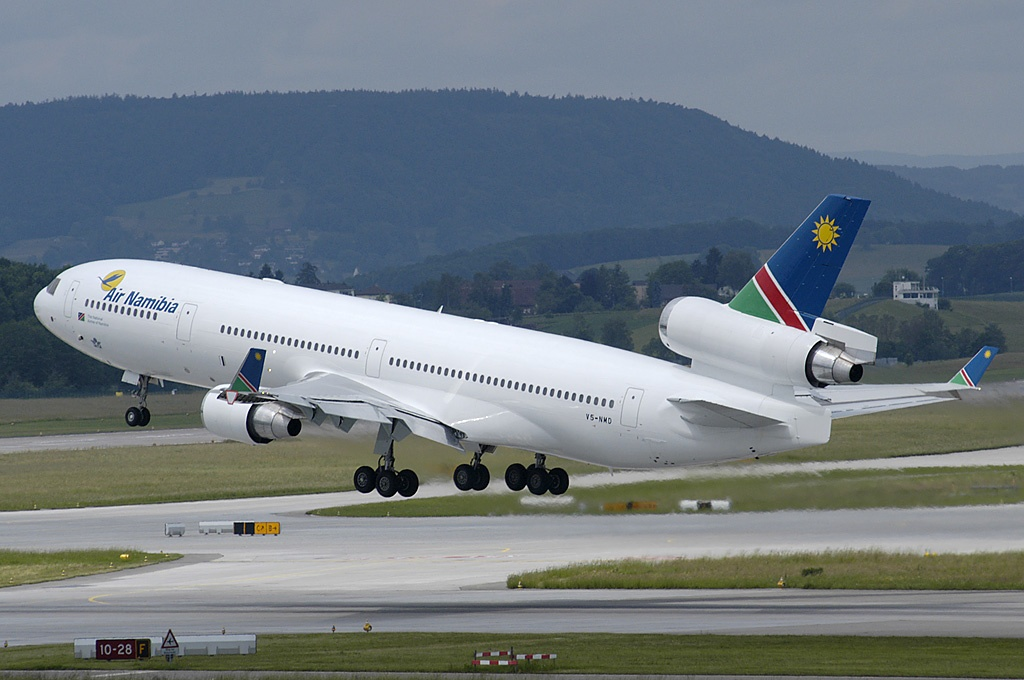
McDonnell Douglas MD-11 авіакомпанії Air Namibia на зльоті з аеропорту Цюріха, 2005 рік

Раніше авіакомпанія експлуатувала наступні типи повітряних суден:
- Airbus A340-300
- ATR 42[24]
- Beechcraft 1900D[18]
- Boeing 727[24]
- Boeing 737-200C
- Boeing 737-500
- Boeing 737-800
- Boeing 747SP[25]
- Boeing 747-300
- Boeing 747-400
- Boeing 747—400 Combi[26]
- Boeing 767-300ER
- Cessna 182[6]
- Cessna 210[5]
- Cessna 310[5]
- Cessna 402[5]
- Cessna 404[5]
- Cessna 414[5]
- Convair 580
- Douglas C-47A
- Douglas C-47B
- Douglas C-54A
- Douglas C-54B
- DHC-8-300
- Do328-310 JET
- Douglas DC-4
- Douglas DC-6B
- Fokker F-28-3000
- Fokker F-28-4000
- HS 748 Series 2A
- Indonesian Aerospace CN-235[27]
- McDonnell Douglas MD-11
- Piper PA-31 Navajo[6]
- Piper PA-34 Seneca[5]